# Stefania Auci
Stefania Auci (*21. listopadu 1974 Trapani) je italská spisovatelka a speciální pedagožka. Je autorkou historických, romantických, hororových fantasy příběhů.

## Život a dílo
Po absolvování střední školy v Trapani vystudovala práva v Palermu. Krátce působila v právnické firmě. V současné době pracuje jako speciální pedagožka v Palermu a věnuje se literární tvorbě. Dlouhou dobu psala pro různé literární blogy a online publikace.
V roce 2010 vyšla kniha jejích tří povídek pod anglickým názvem Hidden in the Dark. O rok později vydala román Fiore do Scozia, v roce 2012 román La Rosa Bianca.a román Florence vyšel roku 2015. V roce 2017 napsala Stefania Auci společně s Francescou Maccani odbornou knihu La cattiva scuola. V roce 2019 vyšel její román I leoni di Sicilia (Sicilští lvi) ze série La Saga del Florio. Román se stal bestsellerem a získal v témže roce cenu Corrado Alvaro za beletrii. Tato cena je součástí národní ceny Rhegium Julii. V roce 2021 vydala pokračování románu pod názvem L'iverno dei leoni (Lvi na výsluní), za které byla v roce 2022 oceněna cenou Bancarella.
V roce 2022 navštívila Stefania Auci Svět knihy v Praze.